# Buraq Air
Buraq Air (El-Buraq Air Transport Inc, mã IATA = UZ, mã ICAO = BRQ) là hãng hàng không, trụ sở ở Tripoli, Libya. Hãng có căn cứ ở Sân bay quốc tế Tripoli.
Tên của hãng lấy theo tên buraq, một sinh vật huyền thoại, đã chở tiên tri Muhammad từ Mecca tới Media trong chuyến du hành ban đêm.

## Lịch sử
Buraq Air được thành lập ngày 15.11.2001 và là hãng hàng không tư đầu tiên ở Libya. Hãng có các tuyến đường quốc nội, quốc tế cũng như các chuyến bay thuê bao cùng các chuyến bay hỗ trợ công nghiệp dầu khí, liên doanh với hãng trực thăng CHC của Canada.

## Các nơi đến
- Ai Cập
  - Alexandria
  - Cairo
- Libya
  - Benghazi
  - Misurata
  - Sebha
  - Tripoli
- Maroc
  - Rabat
- Syria
  - Aleppo
- Tunisia
  - Tunis
- Thổ Nhĩ Kỳ
  - Istanbul

## Đội máy bay
(Ngày 5.7.2008):
| Loại                           | Số                  | Chỗ ngồi | Tuyến đường | Ghi chú                      |
| ------------------------------ | ------------------- | -------- | ----------- | ---------------------------- |
| Boeing 737-200                 | 2                   |          |             |                              |
| Boeing 737-300                 | 1                   |          |             | do Jordan Aviation điều hành |
| Boeing 737-800                 | 2 (plus 1 on order) |          |             |                              |
| Bombardier Dash 8 300          | 1                   |          |             |                              |
| British Aerospace Jetstream 32 | 1                   |          |             |                              |
| Let L-410 UVP-E                | 3                   |          |             |                              |
| Ilyushin Il-76MD               | 1                   |          |             |                              |
| Ilyushin Il-76TD               | 1                   |          |             |                              |